# むつ小川原開発計画
むつ小川原開発計画（むつおがわらかいはつけいかく）は、1960年代末より青森県上北郡六ヶ所村を中心とする一帯に石油化学コンビナートや製鉄所を主体とする大規模臨海工業地帯を整備することを目的とした開発計画。「世界最大の開発」と言われたがコンビナートは実現せず、のちに原子力関連施設が進出することとなった。

## 経緯
1968年12月23日、当時の通商産業省（現・経済産業省）は、太平洋ベルト地帯に集中していた重厚長大型産業を過疎地に移し、公害や過密問題を解決すべく、下北半島における工業地帯開発計画の構想試案を発表。1969年5月30日に閣議決定された新全国総合開発計画（新全総）に、同計画が盛り込まれた。
当初は天然の良港である陸奥湾や、工業用水の取水源としての小川原湖の活用が考えられていたが、陸奥湾でのホタテの養殖に成功した漁業者の強硬な反対や、小川原湖の湖水に塩分が含まれることが判明し、どちらも開発から除外され、県の部署の名称も「陸奥湾・小川原湖開発室」から「むつ小川原開発室」に改められた。1971年8月に公表した開発対象区域は陸奥湾沿岸を除いた1万7千ヘクタールであったが、2ヶ月後には7千900ヘクタールに修正。さらに1972年6月には製鉄所計画を撤回し、面積を六ヶ所村中心の5千500ヘクタールまで縮小した。日産200万バレルの製油所、エチレン換算年間400万トンの石油化学工場、1千万キロワットの火力発電所を建設するとしたが、1973年の第1次オイルショックで製油所100万バレル、石油化学160万トン、火力発電320万キロワットまで縮小。さらに1979年の第2次オイルショックで頓挫した。
三井不動産系列の内外不動産は1968年6月頃より、積極的に開発地区での土地の買い占めを行い、1972年までに約5000ヘクタールの土地を取得。これは同期間の土地取得面積の50%を越え、突出したものであった。農家からは大規模牧場開発の名目で買い付けを行っており、一部は農地法違反で行政指導を受けている。三井不動産社長の江戸英雄は国土総合開発審議会委員を務め、新全総の策定にも関わったが、三井グループは1973年に進出を断念。内外不動産が取得したうち開発公社の買い上げの対象になったのは800haで、結果として利潤は大きくはなかった。
地元は、1971年に六ヶ所村村長の寺下力三郎が開発計画に反対意見を表明。村は反対派と賛成派が二分する状態となった。1973年、開発計画に反対する寺下と計画に賛成する村議会議員との間でリコール合戦が勃発。同年5月13日、住民投票が行われ賛成派の村議の解職請求は不成立。一方同年6月4日、反対派の寺下の解職請求も不成立となった。反対派と賛成派の争いは同年12月2日に行われた村長選挙に持ち込まれたが、寺下は開発推進派の古川伊勢松に敗れた。村の開発計画に対する姿勢に一応の決着がついたが、敗れた寺下は引き続き反対運動を続けた。
1980年7月23日にむつ小川原港、同年11月11日には石油備蓄基地着工。港湾は1983年9月1日に一部供用開始、備蓄基地は1985年9月に完成したが、工業用地の多くが売れ残ったままであった。
2000年11月にはアメリカのエネルギー企業エンロンが天然ガス火力発電所の建設計画を発表したが、エンロンの破綻により翌年12月に計画が白紙撤回された。
2001年には液晶ディスプレイ産業の集積を目指しクリスタルバレイ構想が始動したが、後述のとおり約10年で見直しを余儀なくされた。

### 原子力に関連する動き

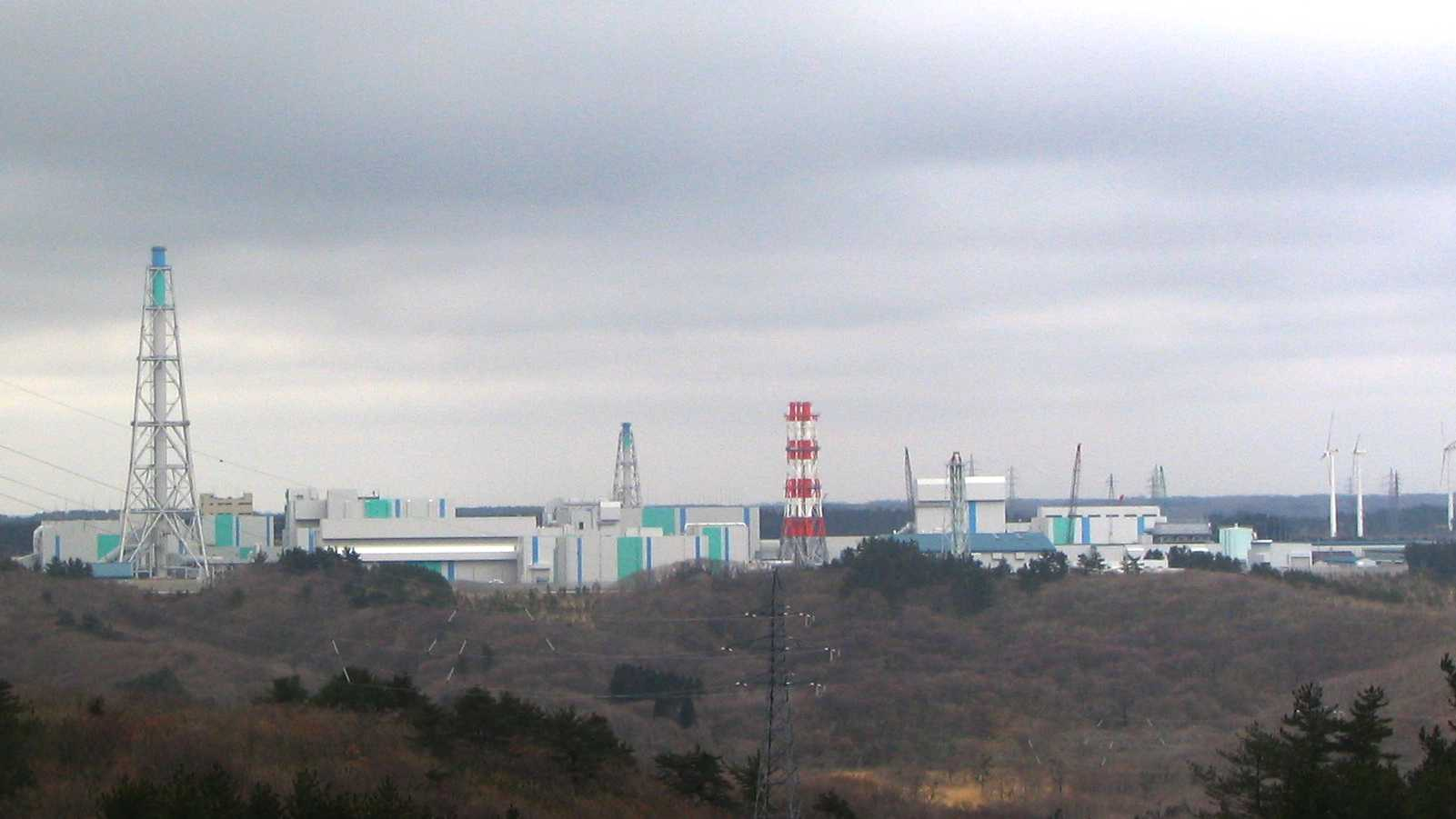
六ヶ所再処理工場

1984年4月20日、平岩外四電気事業連合会会長は県に対し、核燃料サイクル施設・ウラン濃縮施設・低レベル放射性廃棄物貯蔵施設の建設協力を要請。農・漁業者による反対運動、住民投票条例制定運動もあったが北村正哉知事は翌年4月9日に受け入れを回答、原子力関連施設がむつ小川原開発計画の一部として盛り込まれた。これを受け、反核団体は4月9日を「反核燃の日」と定め、抗議を強めたが、その後六ヶ所村は原子力関連施設を次々に受け入れた。
日本原燃のウラン濃縮工場は1988年10月14日に着工。1991年9月27日に原料の六フッ化ウランの搬入を開始し、1992年3月27日に操業を始めた。低レベル放射性廃棄物埋設センターは1990年11月30日に着工、1992年12月8日に操業開始。高レベル放射性廃棄物貯蔵管理センターは1992年5月6日着工、1995年1月18日に完成。同年4月25日に予定していた高レベル放射性廃棄物のガラス固化体陸揚げの際、木村守男知事は国に対し青森県を最終処分場としない旨の確認を求め、輸送船の接岸を一時拒否する一幕があった。核燃料再処理工場は1993年4月28日着工。2006年3月に試運転を開始したが、廃液漏れや耐震設計ミスなどが発覚し、完成時期を延期。現在は2024年度上期のできるだけ早期の竣工を目指している。プルサーマルに使用されるMOX燃料工場は2010年10月に着工。2024年度上期の竣工を目指している。
1995年、県と経団連はITER（国際熱核融合実験炉）の誘致を表明した。実験炉自体は2005年6月にフランスのカダラッシュへの建設が決まったが、関連施設である量子科学技術研究開発機構六ヶ所核融合研究所は幅広いアプローチの一環として六ヶ所村内に設けられ、2010年3月に4棟からなる研究棟が竣工した。今後研究施設が搬入され、次世代核融合炉に関する研究が行われる予定である。
1. ↑  むつ小川原開発の経済分析 p22-23
2. ↑  核燃年表 Archived 2013年1月20日, at the Wayback Machine.（デーリー東北新聞社）
3. ↑   再処理事業の概要（日本原燃）
4. ↑  MOX燃料加工事業の概要（日本原燃）
5. ↑  青森県とITER（イーター）計画の関わりは？（青森県サイト）

## 関係法人
1971年3月25日に、工業用地の造成と分譲を行うむつ小川原開発株式会社（本社：東京。以下、「むつ会社」と表記）、同月31日に用地買収を行う財団法人むつ小川原開発公社、同年10月27日には計画策定のための調査を行うシンクタンクの株式会社むつ小川原総合開発センターが設立され、この3者による開発推進はトロイカ方式と呼ばれた。むつ小川原開発公社は県が基本財産2千万円を出資。初代理事長に前出納長が就任し、職員98人中74人が県からの出向者で占められた。むつ会社の設立時の資本金は15億円で、北海道東北開発公庫40%、青森県10%、残る50%を経団連傘下の石油会社・製鉄会社・商社などが出資した。初代会長は小野田セメント相談役の安藤豊禄、副社長に麻生セメント取締役の阿部陽一が就任。ほかにも経団連会長の植村甲午郎、経済同友会代表理事の木川田一隆、日本商工会議所会頭の永野重雄など財界の重鎮が役員に名を連ねた。むつ会社は工業用地の分譲が進まないため1999年度の未成不動産評価損が1703億円に上り、1680億円の債務超過となった。2000年9月13日の臨時株主総会で正式に解散を決議、同18日に東京地方裁判所に特別清算を申請した。負債総額1852億円は、当時の第3セクターの破綻としては最大のものであった。これに先立ち、むつ会社の事業を引き継ぐ新むつ小川原株式会社が2000年8月4日に発足した。資本金は766億円で、出資比率は日本政策投資銀行49.56％、民間金融機関29社35.44％、青森県15％である。

## 開発計画と農業・漁業
第二次世界大戦終結後、満州国や樺太などからの引揚者の定住および食料増産を目的に、1945年より政府と青森県は緊急開拓事業を開始した。馬鈴薯、アブラナ、ダイズなどの畑作が行われたが、1953年・1954年の冷害による凶作を機に酪農・畜産に転換していった。1962年には国策により六戸町にフジ製糖（現フジ日本精糖）青森工場操業開始。政府によるテンサイ作付け奨励策がとられたが、1967年には貿易自由化によりフジ製糖工場が閉鎖。農業政策の失敗により、多くの農業者が農地を売却して借金を返済し、離農する選択をしたが、むつ小川原開発計画の失敗により、進出企業の雇用も実現しなかった。
下北半島太平洋側にあたる六ヶ所村沖は好漁場で、ホタルイカ漁を中心にサケの定置網漁、コンブ・アワビの採取などが行われていた。村内には泊・六ヶ所村・六ヶ所海水の3つの漁業協同組合があり、そのうち泊漁協が漁獲高の9割以上を占める。開発計画に対し当初は反対運動が行われたが、むつ小川原港建設に関しては泊漁協は漁場から離れていたこと、他2漁協は農業との兼業で漁業依存度が低いことから概ね協力的であった。

## 主要施設、進出企業
- むつ小川原港
- むつ小川原国家石油備蓄基地
- 日本原燃
  - 六ヶ所再処理工場
  - 六ヶ所ウラン濃縮工場
  - 六ヶ所低レベル放射性廃棄物埋設センター
  - 六ヶ所高レベル放射性廃棄物貯蔵管理センター
  - MOX燃料工場
- 量子科学技術研究開発機構六ヶ所核融合研究所 - 幅広いアプローチ六ヶ所サイト
- むつ小川原ウィンドファーム
- 二又風力発電所
- 六ヶ所風力発電所
- 尾駮レイクタウン（住宅地）

### クリスタルバレイ構想
液晶ディスプレイ産業の集積を目指し、2001年に県主導でクリスタルバレイ構想が始動した。2001年7月に同構想に基づく進出第一号として、エーアイエス株式会社が操業開始した。エーアイエスはアルプス電気・カシオ計算機・セイコーインスツル・日立化成工業・アンデス電気・アンデスインテックの6社の出資により、日本初のオーダーメイド型リース工場として液晶パネルの製造を行った。次いで、2006年4月に東北デバイス株式会社が操業を開始した。東北デバイスは登記上の本社を岩手県花巻市に置くベンチャー企業で、白色有機ELパネルを製造していた。しかし、2010年7月に東北デバイスが民事再生法を申請、ついで同年11月にエーアイエスが破産申請し、相次いで破綻した。産業構造の変化や中国や韓国の台頭により、県は2010年7月に、同構想の抜本的見直しをすることとなった。東北デバイスについては、2010年9月にカネカの100%出資により設立されたOLED青森株式会社が事業を継承した
1. ↑  クリスタルバレイ構想（青森県サイト）[リンク切れ]
2. ↑  むつ小川原開発地区のご紹介（新むつ小川原）[リンク切れ]
3. ↑  “倒産速報-東北デバイス”.  東京商工リサーチ (2010年7月2日). 2011年8月1日閲覧。[リンク切れ]
4. ↑  “倒産速報-エーアイエス”.  東京商工リサーチ (2010年11月30日). 2011年8月1日閲覧。[リンク切れ]
5. ↑  “クリスタルバレイ構想 抜本見直しへ”. デイリー東北. (2010年7月22日) 2011年8月1日閲覧。[リンク切れ]
6. ↑   会社概要(OLED青森)